# ماريو فيريرو
ماريو فيريرو (12 مارس 1903 تورينو إيطاليا - 1 يناير 2000 تورينو إيطاليا) هو لاعب كرة قدم إيطالي سابق كان يلعب كمدافع.

## وصلات خارجية
- ماريو فيريرو على موقع عالم كرة القدم.نت (الإنجليزية)